# Nowa Wieś (Kozienice)
Pour les articles homonymes, voir Nowa Wieś.
Nowa Wieś (prononciation : [ˈnɔva ˈvjɛɕ]) est un village polonais de la gmina de Kozienice dans le powiat de Kozienice de la voïvodie de Mazovie dans le centre-est de la Pologne.
Il se situe à environ 8 kilomètres au nord-ouest de Kozienice (siège du powiat) et à 73 kilomètres au sud-est de Varsovie (capitale de la Pologne).

## Histoire
Nowa Wieś est un lieu de combat qui s'est déroulé le 19 février 1831 entre l'armée des insurgés polonais commandée par le général Józef Dwernicki, et l'armée impériale russe commandée par le général Cyprian Kreutz au cours de l'Insurrection de novembre 1830.
De 1975 à 1998, le village appartenait administrativement à la voïvodie de Radom.